# Ketembilla
De ketembilla (Dovyalis hebecarpa, synoniemen: Aberia gardneri en Rumea hebecarpa) is een plant uit de wilgenfamilie (Salicaceae). Voorheen werd de soort ingedeeld bij de familie Flacourtiaceae.
Het is een sterk vertakte, groenblijvende, tweehuizige of soms eenhuizige struik of 4,5-6 m hoge boom met lange takken. Tot 4 cm lange stekels bedekken de stam en de lagere takken. De bladsteel is bruin behaard en circa1 cm lang. Aan de voet van de bladsteel bevindt zich een paar roze behaarde steunblaadjes. De bladeren zijn afwisselend geplaatst, elliptisch tot ovaal van vorm, toegespitst, wigvormig aan de basis, donkergroen en bijna kaal aan de bovenzijde, lichtgroen en licht behaard aan de onderzijde, zacht, gaafrandig of zwak getand en 7-10 cm lang.
Er zijn aparte planten met mannelijke, vrouwelijke of tweeslachtige bloemen. De kortgesteelde bloemen hebben geen kroonbladeren. Ze zijn groenig-geel, circa 1,3 cm breed en bestaan uit vijf tot zeven behaarde kelkbladen. De mannelijke bloemen groeien in grote groepen, de vrouwelijke bloemen staan solitair of met enkele stuks bijeen in de bladoksels.
De vruchten zijn bolvormige, 1,2-2,5 cm brede bessen. De schil is 1 mm dik, stevig, bitter, verkleurt tijdens rijping van groen via oranje en framboosrood naar donkerpaars en is bedekt met korte, grijsgroene haren. De pulp is sappig, zeer zuur en paarsrood. De vrucht bevat negen tot twaalf harige, circa 6 × 5 mm grote zaden. De vruchten worden als handfruit gegeten of worden met suiker als dessert gegeten. Ook worden ze tot sap, jam en gelei verwerkt.
De ketembilla is endemisch in Sri Lanka. David Fairchild introduceerde de plant aan het begin van de twintigste eeuw in de Verenigde Staten. De plant wordt onder meer verbouwd in het Caraïbisch gebied, Zuid-India, de Filipijnen en Midden-Amerika.